# Napeogenes moles
Napeogenes moles är en fjärilsart som beskrevs av Richard Haensch 1903. Napeogenes moles ingår i släktet Napeogenes och familjen praktfjärilar. Inga underarter finns listade i Catalogue of Life.